# Redmine
Redmine [ɹɛdˈmɑɪn] — открытое серверное веб-приложение для управления проектами и задачами (в том числе для отслеживания ошибок). Redmine написан на Ruby и представляет собой приложение на основе широко известного веб-фреймворка Ruby on Rails. Распространяется согласно GNU General Public License.
По состоянию на 2025 год, приложением пользуются свыше 80 организаций по всему миру, включая сообщество разработки языка Ruby.

## Функциональные возможности
Данный продукт предоставляет следующие возможности:
- ведение нескольких проектов;
- гибкая система доступа, основанная на ролях;
- система отслеживания ошибок;
- диаграммы Ганта и календарь;
- ведение новостей проекта, документов и управление файлами;
- оповещение об изменениях с помощью RSS-потоков и электронной почты;
- форумы для каждого проекта;
- учёт временных затрат;
- настраиваемые произвольные поля для инцидентов, временных затрат, проектов и пользователей;
- лёгкая интеграция с системами управления версиями (SVN, CVS, Git, Mercurial, Bazaar и Darcs);
- создание записей об ошибках на основе полученных писем;
- поддержка множественной аутентификации LDAP;
- возможность самостоятельной регистрации новых пользователей;
- многоязычный интерфейс (в том числе русский);
- поддержка СУБД MySQL, Microsoft SQL Server[6], PostgreSQL, SQLite.
- поддержка REST API.

## Форки
В результате того, что видение некоторых пользователей относительно проекта отличалось от видения лидера разработчиков, в феврале 2011 года был создан форк Redmine под названием ChiliProject. После ухода в 2012 году лидера форка развитие проекта было прекращено. В 2015 году проект был закрыт. Вслед за закрытием ChiliProject был создан OpenProject, сопровождаемый сообществом.